# Nuoto ai Giochi della X Olimpiade - 100 metri dorso maschili
La competizione 100 metri dorso maschili di nuoto dei Giochi della X Olimpiade si è svolta nei giorni dal 10 al 12 agosto 1932 al Los Angeles Swimming Stadium.

## Risultati

### Primo turno
Si svolse il 10 agosto. I primi due di ogni serie più il miglior tempo degli esclusi furono ammessi alle semifinali.
| Pos. | Atleta          | Nazione     | Tempo  |
| ---- | --------------- | ----------- | ------ |
| 1    | Masaji Kiyokawa | Giappone    | 1'08"9 |
| 2    | Robert Kerber   | Stati Uniti | 1'13"0 |
| 3    | Robert Halloran | Canada      | 1'14"2 |
| 4    | Eskil Lundahl   | Svezia      | 1'16"4 |

| Pos. | Atleta          | Nazione       | Tempo  |
| ---- | --------------- | ------------- | ------ |
| 1    | Dan Zehr        | Stati Uniti   | 1'09"9 |
| 2    | Ernst Küppers   | Germania      | 1'10"2 |
| 3    | Kentarō Kawatsu | Giappone      | 1'10"9 |
| 4    | Willie Francis  | Gran Bretagna | 1'12"9 |
| 5    | Benvenuto Nuñes | Brasile       | 1'21"0 |

| Pos. | Atleta         | Nazione  | Tempo  |
| ---- | -------------- | -------- | ------ |
| 1    | Toshio Irie    | Giappone | 1'11"3 |
| 2    | Munroe Bourne  | Canada   | 1'14"3 |
| 3    | Jorge de Paula | Brasile  | 1'29"2 |
| -    | Marcel Noual   | Francia  | DQ     |

| Pos. | Atleta          | Nazione     | Tempo  |
| ---- | --------------- | ----------- | ------ |
| 1    | William Karlsen | Norvegia    | 1'13"7 |
| 2    | Gordon Chalmers | Stati Uniti | 1'17"2 |
| 3    | Dennis Walker   | Canada      | 1'21"0 |

### Semifinali
Si svolsero l'11 agosto. I primi tre di ogni serie furono ammessi alla finale.
| Pos. | Atleta          | Nazione     | Tempo  |
| ---- | --------------- | ----------- | ------ |
| 1    | Masaji Kiyokawa | Giappone    | 1'09"0 |
| 2    | Ernst Küppers   | Germania    | 1'09"8 |
| 3    | Kentarō Kawatsu | Giappone    | 1'10"2 |
| 4    | Gordon Chalmers | Stati Uniti | 1'11"6 |
| 5    | William Karlsen | Norvegia    | 1'13"3 |

| Pos. | Atleta        | Nazione     | Tempo  |
| ---- | ------------- | ----------- | ------ |
| 1    | Toshio Irie   | Giappone    | 1'10"9 |
| 2    | Dan Zehr      | Stati Uniti | 1'11"6 |
| 3    | Robert Kerber | Stati Uniti | 1'13"0 |
| 4    | Munroe Bourne | Canada      | 1'13"9 |

### Finale
Si svolse il 12 agosto. 
| Pos.    | Atleta          | Nazione     | Tempo  |
| ------- | --------------- | ----------- | ------ |
| Oro     | Masaji Kiyokawa | Giappone    | 1'08"6 |
| Argento | Toshio Irie     | Giappone    | 1'09"8 |
| Bronzo  | Kentarō Kawatsu | Giappone    | 1'10"0 |
| 4       | Dan Zehr        | Stati Uniti | 1'10"9 |
| 5       | Ernst Küppers   | Germania    | 1'11"3 |
| 6       | Robert Kerber   | Stati Uniti | 1'12"8 |